# Vestido globo
El vestido globo es un tipo de indumentaria femenina caracterizada por su forma abullonada y estrecha por su base. 
Existen diversos tipos de vestidos globo: largos, cortos, de manga larga, de manga corta, sin mangas, etc. Existen trajes globo de fiesta, de cóctel y también en pequeño formato para niñas. Una de sus ventajas es su capacidad de disimular las formas por lo que se hacen apropiados para embarazadas o mujeres con ligero sobrepeso. 
Una versión particular la ofrecen las faldas globo que presentan caracteres similares a las de los vestidos. Se trata de prendas holgadas y abullonadas que se estrechan a la altura de las piernas adquiriendo la forma de un farol chino. Se ofrecen en diversas larguras desde las que llegan a los tobillos, adoptando una forma similar a los pantalones sarouel, a las minifaldas. 